# Gilbert Brazy
Gilbert George Paul Brazy, né à Audruicq le 15 février 1902 et disparu en Norvège le 18 juin 1928, est un officier marinier de l'aeronavale (Marine nationale) française. 

## Biographie
Après le voyage du Norge, Roald Amundsen annonce sa retraite. Malgré son énorme gloire, il est toujours profondément endetté. Ses relations avec Umberto Nobile se sont dégradées. Pourtant lorsque ce dernier, lors d'une seconde expédition, s'écrase au nord du Spitzberg à bord du dirigeable l'Italia, Amundsen n'hésite pas à participer aux recherches. Il s'embarque à bord d'un hydravion français, le Latham 47, avec le Norvégien Leif Dietrichson et les quatre Français René Guilbaud, Albert Cavelier de Cuverville, Emile Valette et Gilbert Brazy, et décolle de Tromsø le 18 juin 1928. L'avion ne reviendra jamais. On retrouvera son épave des mois plus tard ainsi qu'un radeau primitif composé d'un flotteur et d'un bidon, signe que des hommes avaient survécu au crash.
Il est décoré de la Légion d'honneur. En 1929, une stèle est inaugurée à sa mémoire dans le jardin du square du fort Risban à Calais. Le buste en bronze est l'œuvre du sculpteur Jules Henri Wagener. Une rue de Calais porte son nom.